# Allan Alcorn
Allan Alcorn (nascut l'1 de gener de 1948) és un enginyer i científic informàtic pioner estatunidenc més conegut per la creació de Pong, un dels primers videojocs.

## Atari andPong

Pong, el videojoc dissenyat per Alcorn.

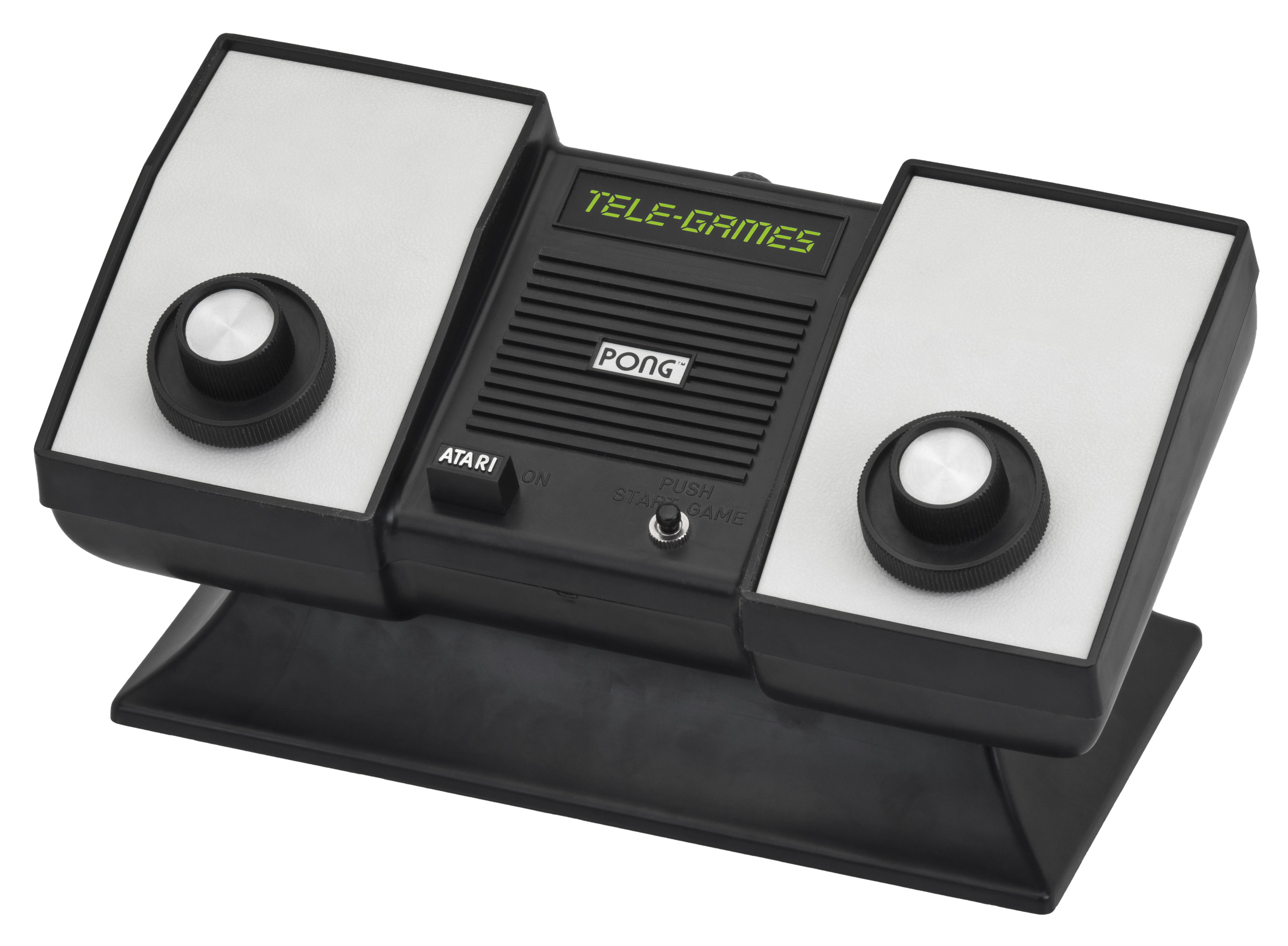
Les consoles i clons de Pong eren habituals a mitjan anys setanta.

Alcorn va créixer a San Francisco, Califòrnia, i va estudiar a la Universitat de Califòrnia, Berkeley, graduant-se amb un grau de Bachelor de Ciència en Enginyeria elèctrica i ciències informàtiques el 1971.
Va treballar a la pionera empresa de vídeo Ampex, on va conèixer Ted Dabney i diverses altres persones que acabarien sent constants a les empreses Atari, Inc., Apple, Cyan Engineering i Pizza Time Theater (ara conegut com Chuck E. Cheese's).
Alcorn va ser el dissenyador del joc recreatiu en video Pong, creant-lo sota la direcció de Nolan Bushnell i Dabney. Pong va ser un èxit als anys setanta.
A més de la implicació directa amb tots els productes Atari, com ara Atari 2600, Alcorn va participar en algunes de les reunions històriques de Steve Wozniak i Steve Jobs (en aquell moment un empleat d’Atari) que presentaven el seu prototip Apple I.
Alcorn va ser la persona que va contractar Steve Jobs quan va sol·licitar un lloc de treball a Atari el 1974. Jobs havia vist un anunci desitjat al diari San Jose Mercury per Atari, que deia “Diverteix-te, guanya diners.” Va aparèixer al vestíbul del fabricant de videojocs amb sandàlies i cabells despentinats i va dir al director de personal que no marxaria fins que no li donessin feina.
Al Alcorn, aleshores enginyer en cap d’Atari, va venir i li va dir: “Tenim un nen hippie al vestíbul. Diu que no marxarà fins que no el contractem. Hem de trucar a la policia o deixar-lo entrar?” Alcorn va dir que vingués. Tot i l’aspecte sorprenent de Jobs, Alcorn el va contractar. Tal com ho va descriure Alcorn, “Simplement va entrar per la porta i hi havia un noi de 18 anys, un tipus hippy, que volia una feina i li vaig dir: ‘Oh, on vas anar a l'escola?’ i va dir ‘Reed,’ ‘Reed, és que és una escola d'enginyeria?’ ‘No, és una escola literària,’ i havia abandonat. Però després va començar amb aquest entusiasme per la tecnologia i va tenir una espurna. Tenia divuit anys, de manera que havia de ser barat. I així el vaig contractar!”
El cofundador d'Atari, Nolan Bushnell, va assenyalar que Jobs era “brillant, curiós i agressiu,” però aviat es va veure que treballar amb Jobs també podia ser molt difícil, amb ell burlant-se obertament d'altres empleats i fent diversos enemics en el procés. Per empitjorar les coses, tenia una olor corporal important. Jobs es va adherir a una dieta fruitària i va creure (de manera incorrecta) que evitava l’olor corporal, de manera que no es dutxava amb regularitat ni feia servir desodorant. Sense cap sorpresa per les queixes, Alcorn va resoldre el problema fent que Jobs treballés només a la nit.